# Поляново (Смоленская область)
Поляново — деревня в Смоленской области России, в Вяземском районе. Расположена на левом берегу реки Осьма в восточной части области в 19 км к юго-западу от районного центра, на автодороге Р134 «Старая Смоленская дорога» Смоленск — Дорогобуж — Вязьма — Зубцов. Население — 391 житель (2007 год). Административный центр Поляновского сельского поселения.

## История
C 1927 г. выполняло функцию центральной усадьбы колхоза «Красное поляново» к усадьбе были прикреплены деревни Михалево (1716—1977), Мишино (н.д.—1980), Молошино (1650 пр.—н.вр.), Капустино (н.д.—1979) и др.

## Достопримечательности
Согласно Решению № 358 от 11.06.1974 Исполнительного комитета Смоленского областного совета депутатов трудящихся «О мерах по дальнейшему улучшению охраны, содержанию и реставрации памятников истории и культуры» в селе Поляново находится «Памятное место, где в 1634 г. был заключен Поляновский мирный договор России с Польшей». В других источниках сообщается, что название Поляновский мир произошло от реки Поляновка, а мирный договор был подписан в селе Семлёво Вяземского района.
В 6 км от д. Поляново до 1943 г. располагалось с. Рыхоево (Рыхлово) знаменито тем, что в этом населенном пункте находилась Никольская церковь, под которой (в склепе) была похоронена Вера Александровна Мезенцова (Пушкина) — внучка великого русского поэта А.С. Пушкина. Она умерла в возрасте 36 лет в феврале 1909 г. от скарлатины. Её похоронил здесь муж Сергей Петрович Мезенцов рядом со своими родителями. Родителям Сергея Петровича принадлежало соседнее имение Лукьяново (15 км западнее Вязьмы). Имение самого Сергея Петровича Мезенцова и его жены Веры Александровны находилось в Ершино (в 25 верстах от Лукьяново), рядом с Сережанской церковью.  Бракосочетание их состоялось в 1901 году.